# 梨杏 (AV女優)
梨杏（りあん、1990年3月6日 - ）は、日本のAV女優。
身長:157cm。スリーサイズ:B84(D-64)・W67・H84。
ギャル系の女優。

## 略歴・人物
2009年にAVデビュー。
2011年4月、ファン投票でメンバーが選出されたAV女優13名からなるグループ「One For All Twenty-One（OFA21）」の一員として、シングル「LOVE☆LIMIT〜卒業までのカウントダウン」でCDデビュー。

## 出演作品
以下の作品がある。
2009年
- 制服美少女と性交（7月5日、ドリームチケット）
- 初夏のSOD大感謝祭 女子社員も!あの有名女優も!その友達も!全員集合でハレンチゲーム満載SP（7月9日、SODクリエイト）※「かおり」名義
- 泥酔クラブギャルナンパ生中出し 3（7月24日、VIP）
- 素人援交生中出し 67（7月31日、プラム）
- JK・女子校生の放課後 手を使わない女子校生のフェラ（9月4日、映天）
- 素行の悪い10代家出ギャルを拉致・監禁・中出しレイプ!!家出ギャルGメン!!!（9月5日、GARCON）
- JK・女子校生の放課後 おっぱい乳首いじり 3（9月11日、映天）
- エロい女のピストンマ●コとイヤラシい腰使い 9 絶頂限界ディルドゥオナニー（9月18日、映天）
- HOT TOGETHER!! vol.08（9月19日、プレステージ）
- 関東女子校MAP（9月19日、ROOKIE）
- 夜サポ（9月20日、ピーターズ）
- 突然背後から女子校生が運転中に手コキ（9月26日、ラハイナ東海）
- 尻フェチ塾（10月1日、ABC/妄想族）
- 盗撮 変態美女が訪問者を露出誘惑（10月3日、ラハイナ東海）
- 街角素人カップル対抗!!彼氏のチ○ポ早当て選手権!! 2（10月8日、アイエナジー）
- ぎゃるまんナンパ ハメMAX Vol.6（10月8日、GARCON）
- 美顔器の水をこっそりお酒に入れ替えて、モニター希望のキレイなお姉さん達にミスト体験してもらったら泥酔してエッチなお姉さんになった!（10月8日、Hunter）
- 女子高生のぬるぬるマン汁手コキ（10月9日、OFFICE K'S）
- 美人が働くタイ古式・回春マッサージ店で行なわれていた本番行為（10月9日、映天）
- JK・女子校生の放課後 ディルドオナニー 2（10月9日、映天）
- 女子校生の指つまみコキ 指先だけでイカせちゃう!（10月17日、ラハイナ東海）
- 一緒にしてくれませんか ガン盛10人の相互オナニー鑑賞（10月20日、ピーターズ）
- 南の楽園で見つけた島一番カワイイあの子と灼熱の太陽よりも熱いSEXがしたい!!（10月22日、SODクリエイト）
- 本番拒否の娘（11月3日、プレステージ）
- 羞恥!おっぱいポロン☆ビキニが溶けるビーチコンテストで（○恥）赤面素人水着モデル!!（11月5日、サディスティックヴィレッジ）※「莉杏」名義
- 女子高生のお掃除フェラチオ 3（11月6日、OFFICE K'S）
- JK・女子校生の放課後 センズリお手伝い フェラ編 3（11月6日、映天）
- JK・女子校生の放課後 見せつけオナニー 2（11月6日、映天）
- がに股る女（11月6日、OFFICE K'S）
- 丸の内のOLにおっぱいモミモミされながらインタビューを受けてもらいました～!（11月13日、カルマ）
- 可愛いけど性格ブスなギャルが集まる服屋さんに催眠ガスを噴射して、その場にいたギャル全員を眠らせてヤリまくる!（11月19日、Hunter）
- SOD女子社員に下った史上最大の業務命令!!「合宿に打ち込む母校の後輩女子大生ラクロス部員をAV出演させてきなさい!!」（11月19日、SODクリエイト）※「梨本杏奈」名義
- アートギャラリーの女から絵を買わずに一発ヤって逃げる方法（11月20日、虎堂）
- 10人のぱねェ～コキコキ天国（11月20日、ピーターズ）
- 美女の歯とのどちんこ 第2巻（11月24日、アイリング）
- まぢGAL☆キャンパス娘。（12月1日、プレステージ）
- おっぱいバカ一代 JKな乳にかけたい（12月4日、映天）
- 素人娘キャンプFUCK（12月4日、クリスタル映像）
- 羞恥!男尊女卑!セクハラ!某証券会社OL強制健康診断!（12月8日、サディスティックヴィレッジ）
- 女子○生10人の丸呑みぶっかけSP（12月16日、ロータス）
- JK・女子校生の放課後 センズリお手伝い 手コキ編 3（12月18日、映天）
- 美人エステティシャンたちによる手コキ四十八手（12月19日、もっこりテレビ）

2010年
- 汗くさい疲れたチ○ポ、頑張って癒します。 5人の可愛い女の子VS仕事帰りのホロ酔い中年サラリーマン（1月20日、ピーターズ）
- 激イキ！女子校生のディルドオナニー（1月22日、映天）
- 女子校生のフェラテク向上委員会（1月22日、映天）
- 極みの乳首（1月22日、映天）
- クリトリス アクメ（2月19日、OFFICE K'S）
- 女子高生のおっぱいもみまくり6（2月19日、OFFICE K'S）
- なまゲッChuで、ぎゃるゲッChu。 3（3月2日、プレステージ）
- 巨乳ギャルが訪れる混浴秘湯!湯船から勃起したチ○ポを突き出して見せたら、ギャルは欲情してくれるか!?（3月4日、GARCON）
- ギャルとルームシェア!! 普通に口説いても相手にされないのでルームシェアのギャルを募集!!いい人を装ってプライベートに侵入したらヤレるのか？（3月4日、GARCON）
- 美人ナースが逃げる!大人のお医者さん鬼ごっこ!! ～逃げきりゃ賞金100万円!捕まりゃ凄すぎる罰ゲーム!～（3月4日、ディープス）
- エロビアン VOL.2（3月5日、虎堂）
- 第5回 ギャル女子高生！妹-1グランプリ（3月18日、ディープス）
- グッドモーニングフェラ（3月19日、OFFICE K'S）
- 聖☆おま♥こ女学園（4月2日、映天）
- 巨乳ギャルレズレスリング!! vol.03（4月5日、GARCON）
- JK・女子校生の放課後 メコスジくいこみ染みパンコレクション（5月1日、映天）
- JK・女子校生の放課後 侵入!女子校生夜這い 3（5月1日、映天）
- JK・女子校生の放課後 まんぐりオナニー（5月1日、映天）
- デカおっぱい大好き!中年オヤジが買い物中のギャルナンパ（5月10日、ブリット）
- ギャルの身体を手に入れた 桜りお（5月13日、GARCON）※百合プレイの相手役で出演。
- 女子高生ぬる×2おま●こオナニー VOL.6（6月4日、虎堂）
- 女子高生ギャルだらけの逆チカン路線バス!（6月10日、GARCON）
- パニック寸前!!突然急停止したエレベーターの密室でギャル5人に無理矢理抜かれちゃいました!!（6月10日、GARCON）
- KARMAナンパ隊が行く! 渋谷のclubで巨乳イケイケ美galをGETせよッ!（6月13日、カルマ）※「ANRI」名義
- タマチオ2 ～金玉を責める女たち～（6月18日、OFFICE K'S）
- BLACKギャル VS WHITEギャル タイマンレズFIGHT! MOKA&RIAN（6月24日、ディープス）
- Gal's NIGHT 10（7月1日、グローリークエスト）
- 女顔コキ（7月2日、OFFICE K'S）
- 非日常的悶絶ギャル 第一章 秘書編（7月13日、AVS）
- 愛液クチュクチュオナニー 3（7月16日、OFFICE K'S）
- キスまで5秒前（7月22日、ヒビノ）
- 最近見かける派手な新入社員は、Hな小悪魔ギャルらしい。（7月23日、WEEKENDER）
- 夏が似合わない腹の出たオヤジの俺が海の家でバイトしたら、一生縁のないようなカワイイ女子校生のバイト達にマジメな自分は新鮮らしく、生まれて初めてヤリチンになれた!（8月5日、Hunter）
- ムレムレブルマバス（8月5日、DEEP'S）
- 1人暮らしのギャル限定!!超格安引越しセンターのスタッフになって思わず勃起したチ○ポを見せたらヤレちゃうの?!（8月5日、GARCON）
- 僕の姉貴はギャル!「弟くんかわいいね♥」と姉の友達に迫られ、ヤレた!というかヤられた!!（8月5日、GARCON）
- ギャルにチ○ポが生えてきた！RUMIKA（8月5日、GARCON）
- タメ口手コキ ～小悪魔系女子校生～（8月6日、OFFICE K'S）
- 醜男ハーレム（8月20日、OFFICE K'S）
- 女子校生のオマ○コ汁 Vol.3（8月20日、OFFICE K'S）
- 水着を奪い取れば勝利!! 真夏のド素人ローション相撲 負けたら浜辺でスケベな罰ゲーム!（8月24日、Hunter）
- ナンパした素人ギャルにたっぷり顔射 II（8月25日、隼エージェンシー）
- ギャルフェラチオ 2（8月27日、クリスタル映像）
- 24/SEVENα 01（9月8日、プレステージ）
- 小麦色に日焼けした屋台でアルバイト中のお姉さん!お客さんからは死角になって、多分、見えないと思いますので下半身丸裸で接客してくれませんか?（9月9日、Hunter）
- 黒ギャルだよ!!全員集合!!!イタズラ逆ナンはマジやばくねぇ～!!! VOL.03（9月9日、GARCON）
- 巨乳お姉さん限定 パイズリ射精ナンパ（9月15日、STAR PARADISE）
- 風俗本番交渉の達人 アロハ式水着ギャルオイルマッサージ店 2（9月20日、STAR PARADISE）
- 俺達は止まらない!夏だ!海だ!強姦だ!見ているだけで勃起するウマそうボディの、湘南ビキニギャルを問答無用に中出しレイプ!!（10月7日、ディープス）
- 普通のオッサンのオレでも地方のショッピングモールで東京から撮影にきたカメラマンと嘘をついて声を掛けたら、都会に憧れている田舎のカワイイ素人がホイホイついて来て、カメラマンっぽくお世辞連発でおだてまくったら、意外と簡単に脱いだ～（10月7日、Hunter）
- 誰もいない保健室で授業をさぼって熟睡中の女子校生ギャルを夜這いで感じさせたらやれるのか?（10月7日、GARCON）
- PINK BUTTERFLY 02（10月7日、プレステージ）
- 陰毛いじり 2（10月15日、eX）
- kira☆kira Festival 泥酔GALS☆集団中出し -巨乳ばかりの海の家2010-（10月19日、kira☆kira）
- 性欲処理は手短に!!3分オナニー（11月5日、OFFICE K'S）
- velvet silver 1（11月7日、デジタルアーク）
- ギャル大生 梨杏 見かけはお馬鹿ギャルだけど実は女子大生（11月13日、隼エージェンシー）
- 無言主姦 保健室でこっそりと…（11月18日、STAR PARADISE）

2011年
- 極エロJK勢揃い!!超ギャル女子学園!!!vol.02（1月8日、GARCON）